# المدارس العمومية لرفير
المدارس العمومية لرفير (بالإنجليزية: Revere Public Schools)‏ (رفير، ماساتشوستس) هي مدارس في ولاية ماساتشوستس الأمريكية.

## وصلات خارجية
- المدارس العمومية لرفير (بالإنجليزية)
  - "الدليل المدرسي لصفوف التعليم الابتدائي من Pre K - 5." (Archive)
  - "الدليل المدرسي لصفوف التعليم الإعدادي." (Archive)
  - "REVERE HIGH SCHOOL 2011-2012 دُ4َ اُطبُتُِ وٞاٗ4ٖ ٝاُغ4بعبد." (Archive)
  - "Athletic Handbook." (Archive)